# Lepomis
Genre
Lepomis est un genre de poissons de la famille des Centrarchidae.

## Liste des espèces
Selon FishBase (29 janvier 2016) :
- Lepomis auritus (Linnaeus, 1758)
- Lepomis cyanellus Rafinesque, 1819
- Lepomis gibbosus (Linnaeus, 1758) - crapet-soleil ou perche soleil
- Lepomis gulosus (Cuvier, 1829)
- Lepomis humilis (Girard, 1858)
- Lepomis macrochirus Rafinesque, 1819 - crapet arlequin
- Lepomis marginatus (Holbrook, 1855)
- Lepomis megalotis (Rafinesque, 1820) - crapet à longues oreilles
- Lepomis microlophus (Günther, 1859) - crapet à oreilles rouges
- Lepomis miniatus (Jordan, 1877)
- Lepomis peltastes (Cope, 1870)
- Lepomis punctatus (Valenciennes in Cuvier et Valenciennes, 1831)
- Lepomis symmetricus Forbes in Jordan et Gilbert, 1883